# 塞梅尼夫卡 (鮑里斯皮爾區)
50°14′51″N 31°30′45″E / 50.24750°N 31.51250°E

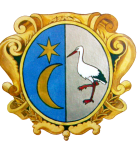
塞梅尼夫卡徽章

塞梅尼夫卡是烏克蘭的村落，位於該國中北部基輔州，由鮑里斯皮爾區的斯圖德尼基市鎮負責管轄，分別距離別列贊15公里和巴里希夫卡30公里，面積4.76平方公里，海拔高度100米，16世紀末建立，2001年人口1,346。